# Доминиканская Республика на летних Олимпийских играх 2008
Доминиканская Республика принимала участие в Летних Олимпийских играх 2008 года в Пекине (Китай) в двенадцатый раз за свою историю, и завоевала одну золотую медаль. Сборную страны представляли 18 участников, из которых 6 женщин.

## Золото
- Бокс, до 64 кг — Мануэль Феликс Диас.

## Серебро
- Тхэквондо, мужчины — Юлис Габриэль Мерседес.